# VfL Oldenburg
VfL Oldenburg is een sportvereniging uit Oldenburg in de Duitse deelstaat Nedersaksen. De verenigingen heeft 10 afdelingen. De belangrijkste sporttakken zijn handbal en voetbal. De vereniging is het resultaat van een fusie in 1935 tussen een aantal sportverenigingen, waarvan de oudste in 1894 werd opgericht.

## Geschiedenis
Op 21 september 1894 werd TV Jahn Oldenburg opgericht. Op 12 juni 1912 werd de voetbalafdeling van die club zelfstandig onder de naam SV Frisia Oldenburg. In 1933 fuseerde de club met SV Oldenburg tot Oldenburger Sportclub. In 1935 fusioneerde OSC met TV Jahn tot het huidige VfL Oldenburg.

### Voetbal
De club speelde in 1963/64 in de Regionalliga Nord, die toen nog de tweede klasse was, maar degradeerde twee keer op rij. In 1980 zakte de club zelfs tot in de zesde klasse. De club was lange tijd actief in de vijfde of zesde klasse. In 2018 promoveerde de club naar de Regionalliga Nord, nu de vierde klasse.  De thuiswedstrijden worden gespeeld in het stadion aan de Alexanderstraße, waar plaats is voor circa 3.000 toeschouwers.

#### Seizoensresultaten vanaf 1948
| Seizoen | Competitie                         | Niveau | Eindstand | DFB Pokal | Opmerking                                                                                 |
| ------- | ---------------------------------- | ------ | --------- | --------- | ----------------------------------------------------------------------------------------- |
| 1947/48 | Landesliga Weser-Ems               | II     | 9         | --        |                                                                                           |
| 1948/49 | Landesliga Weser-Ems               | II     | 8         | --        |                                                                                           |
| 1949/50 | Amateuroberliga Niedersachsen-West | II     | 9         | --        |                                                                                           |
| 1950/51 | Amateuroberliga Niedersachsen-West | II     | 7         | --        |                                                                                           |
| 1951/52 | Amateuroberliga Niedersachsen-West | II     | 13        | --        |                                                                                           |
| 1952/53 | Amateuroberliga Niedersachsen-West | II     | 4         | --        |                                                                                           |
| 1953/54 | Amateuroberliga Niedersachsen-West | II     | 13        | --        |                                                                                           |
| 1954/55 | Amateuroberliga Niedersachsen-West | II     | 15        | --        |                                                                                           |
| 1955/56 | Amateurliga I                      | III    | 3         | --        |                                                                                           |
| 1956/57 | Amateurliga I                      | III    | 4         | --        |                                                                                           |
| 1957/58 | Amateurliga I                      | III    | 9         | --        |                                                                                           |
| 1958/59 | Amateurliga I                      | III    | 7         | --        |                                                                                           |
| 1959/60 | Amateurliga I                      | III    | 9         | --        |                                                                                           |
| 1960/61 | Amateurliga I                      | III    | 2         | --        |                                                                                           |
| 1961/62 | Amateurliga I                      | III    | 1         | --        |                                                                                           |
| 1962/63 | Amateuroberliga Niedersachsen-West | II     | 1         | --        | Kampioenschap Nedersaksen > VfL Wolfsburg: 0-5, 2-3.                                      |
| 1963/64 | Regionalliga Nord                  | II     | 17        | --        |                                                                                           |
| 1964/65 | Landesliga Niedersachsen           | III    | 16        | --        |                                                                                           |
| 1965/66 | Verbandsliga Niedersachsen-Nord    | IV     | 9         | --        |                                                                                           |
| 1966/67 | Verbandsliga Niedersachsen-Nord    | IV     | 11        | --        |                                                                                           |
| 1967/68 | Verbandsliga Niedersachsen-Nord    | IV     | 1         | --        | kampioen na 2 beslissingswedstrijden > Kickers Emden: 2-2 / 4-2; 4e in promotieserie      |
| 1968/69 | Verbandsliga Niedersachsen-Nord    | IV     | 1         | --        | 1e in promotieserie                                                                       |
| 1969/70 | Landesliga Niedersachsen           | III    | 11        | --        |                                                                                           |
| 1970/71 | Landesliga Niedersachsen           | III    | 8         | --        |                                                                                           |
| 1971/72 | Landesliga Niedersachsen           | III    | 14        | --        |                                                                                           |
| 1972/73 | Landesliga Niedersachsen           | III    | 8         | --        |                                                                                           |
| 1973/74 | Landesliga Niedersachsen           | III    | 14        | --        | invoering van de nieuwe 2. Bundesliga                                                     |
| 1974/75 | Landesliga Niedersachsen           | IV     | 15        | --        |                                                                                           |
| 1975/76 | Landesliga Niedersachsen           | IV     | 16        | --        |                                                                                           |
| 1976/77 | Verbandsliga Niedersachsen-Nord    | V      | 11        | --        |                                                                                           |
| 1977/78 | Verbandsliga Niedersachsen-Nord    | V      | 4         | --        |                                                                                           |
| 1978/79 | Verbandsliga Niedersachsen-Nord    | V      | 6         | --        |                                                                                           |
| 1979/80 | Verbandsliga Niedersachsen-West    | V      | 16        | --        |                                                                                           |
| 1980/81 | Bezirksoberliga Weser/Ems          | VI     | 3         | --        |                                                                                           |
| 1981/82 | Bezirksoberliga Weser/Ems          | VI     | 7         | --        |                                                                                           |
| 1982/83 | Bezirksoberliga Weser/Ems          | VI     | 2         | --        |                                                                                           |
| 1983/84 | Bezirksoberliga Weser/Ems          | VI     | 1         | --        |                                                                                           |
| 1984/85 | Landesliga Niedersachsen-West      | V      | 3         | --        |                                                                                           |
| 1985/86 | Landesliga Niedersachsen-West      | V      | 5         | --        |                                                                                           |
| 1986/87 | Landesliga Niedersachsen-West      | V      | 4         | --        |                                                                                           |
| 1987/88 | Landesliga Niedersachsen-West      | V      | 5         | --        |                                                                                           |
| 1988/89 | Landesliga Niedersachsen-West      | V      | 3         | --        |                                                                                           |
| 1989/90 | Landesliga Niedersachsen-West      | V      | 6         | --        |                                                                                           |
| 1990/91 | Landesliga Niedersachsen-West      | V      | 9         | --        |                                                                                           |
| 1991/92 | Landesliga Niedersachsen-West      | V      | 10        | --        |                                                                                           |
| 1992/93 | Landesliga Niedersachsen-West      | V      | 5         | --        |                                                                                           |
| 1993/94 | Landesliga Niedersachsen-West      | V      | 11        | --        |                                                                                           |
| 1994/95 | Niedersachsen-Liga West            | V      | 14        | --        |                                                                                           |
| 1995/96 | Niedersachsen-Liga West            | V      | 15        | --        |                                                                                           |
| 1996/97 | Landesliga Weser/Ems               | VI     | 8         | --        |                                                                                           |
| 1997/98 | Landesliga Weser/Ems               | VI     | 3         | --        |                                                                                           |
| 1998/99 | Landesliga Weser/Ems               | VI     | 8         | --        |                                                                                           |
| 1999/00 | Landesliga Weser/Ems               | VI     | 9         | --        |                                                                                           |
| 2000/01 | Landesliga Weser/Ems               | VI     | 10        | --        |                                                                                           |
| 2001/02 | Landesliga Weser/Ems               | VI     | 11        | --        |                                                                                           |
| 2002/03 | Landesliga Weser/Ems               | VI     | 3         | --        |                                                                                           |
| 2003/04 | Landesliga Weser/Ems               | VI     | 1         | --        |                                                                                           |
| 2004/05 | Niedersachsenliga-West             | V      | 14        | --        |                                                                                           |
| 2005/06 | Niedersachsenliga-West             | V      | 9         | --        |                                                                                           |
| 2006/07 | Niedersachsenliga-West             | V      | 3         | --        |                                                                                           |
| 2007/08 | Niedersachsenliga-West             | V      | 1         | --        | verliezer finale Kampioenschap Nedersaksen > MTV Gifhorn; 2e in promotieserie met 5 clubs |
| 2008/09 | Oberliga Niedersachsen-West        | V      | 6         | --        |                                                                                           |
| 2009/10 | Oberliga Niedersachsen-West        | V      | 15        | --        |                                                                                           |
| 2010/11 | Landesliga Weser/Ems               | VI     | 11        | --        |                                                                                           |
| 2011/12 | Landesliga Weser/Ems               | VI     | 3         | --        |                                                                                           |
| 2012/13 | Landesliga Weser/Ems               | VI     | 1         | --        |                                                                                           |
| 2013/14 | Oberliga Niedersachsen             | V      | 12        | --        |                                                                                           |
| 2014/15 | Oberliga Niedersachsen             | V      | 13        | --        |                                                                                           |
| 2015/16 | Oberliga Niedersachsen             | V      | 9         | --        |                                                                                           |
| 2016/17 | Oberliga Niedersachsen             | V      | 9         | --        |                                                                                           |
| 2017/18 | Oberliga Niedersachsen             | V      | 2         | --        | Winnaar promotieserie met Holstein Kiel-II, Brinkumer SV en FC Teutonia 05 Ottensen.      |
| 2018/19 | Regionalliga Nord                  | IV     | 17        | --        |                                                                                           |
| 2019/20 | Oberliga Niedersachsen             | V      | 3         | --        | competitie afgebroken i.v.m. coronapandemie; Ligatopscorer: Conrad Azong (23)             |
| 2020/21 | Oberliga Niedersachsen             | V      | --        | --        | Competitie afgebroken i.v.m. coronapandemie. Er wordt geen stand opgemaakt.               |
| 2021/22 | Oberliga Niedersachsen             | V      | 6         | 1e ronde  | Fortuna Düsseldorf: 0-5; 5e in voorronde                                                  |
| 2022/23 | Oberliga Niedersachsen             | V      | 7         | --        | Ligatopscorer: Luca Mittelstädt (20)                                                      |
| 2023/24 | Oberliga Niedersachsen             | V      | 10        | --        |                                                                                           |
| 2024/25 | Oberliga Niedersachsen             | V      | 18        | --        |                                                                                           |
| 2025/26 | Landesliga Weser/Ems               | VI     | .         | --        |                                                                                           |

### Handbal
Het vrouwenteam van VfL Oldenburg speelt in de hoogste klasse, de Bundesliga. De vrouwen wonnen in 2008 de EHF-Challenge Cup, een van de drie Europese bekers in het handbal.

#### Selecties vrouwen
1: Julia Renner ·
2: Lisa-Marie Fragge ·
3: Lana Teiken ·
4: Toni Luisa Reinemann ·
6: Lina Genz ·
9:  Marloes Hoitzing ·
10: Kathrin Pichlmeier ·
12: Nele Reese ·
13: Jane Martens ·
14: Marie Steffen ·
15: Merle Carstensen · 20: Jenny Behrend · 24: Luisa Knippert · 25: Carina Aselmeyer · Coach: Niels Bötel

Resultaten: 7e plaats Bundesliga – 1/8 finale DHB-Pokal
1: Julia Renner ·
2: Lisa-Marie Fragge ·
4:  Malene Staal ·
6: Lina Genz ·
10: Kathrin Pichlmeier ·
12: Nele Reese ·
13: Jane Martens ·
14: Marie Steffen ·
18: Laura Kannegießer ·
20: Jenny Behrend ·
22:  Kristina Logvin · 24:  Helena Mikkelsen · 25: Carina Aselmeyer · 28:  Myrthe Schoenaker · 32: Ann-Kristin Roller · Coach: Niels Bötel

Resultaten: 10e plaats Bundesliga – 2e ronde DHB-Pokal
1: Julia Renner ·
2: Lisa-Marie Fragge ·
5: Kim Birke ·
6: Lina Genz ·
7:  Isabelle Jongenelen ·
11:  Annamária Ferenczi ·
13: Jane Martens ·
20: Jenny Behrend ·
21: Angie Geschke ·
22:  Kristina Logvin ·
23: Cara Hartstock · 24:  Helena Mikkelsen · 28:  Myrthe Schoenaker · 32: Ann-Kristin Roller · Coach: Andreas Lampe

Resultaten: 10e plaats Bundesliga – 1/8 finale DHB-Pokal
1: Julia Renner ·
2: Lisa-Marie Fragge ·
4: Griet Prante ·
5: Kim Birke ·
6: Pia Dalinger ·
6: Robyn Rußler ·
6: Laura Kannegießer ·
7:  Isabelle Jongenelen  ·
9: Julia Wenzl ·
10:  Simone Spur Petersen ·
13: Jane Martens · 15: Madita Kohorst · 20: Jenny Behrend · 21: Angie Geschke · 22:  Stefanie Kaiser · 23: Cara Hartstock · 32: Ann-Kristin Roller · 77:  Malene Staal · 88: Jennifer Winter · Coach: Andreas Lampe

Resultaten: 9e plaats Bundesliga – Winnaar DHB-Pokal
1: Julia Renner ·
2: Kira Schnack ·
3: Lena Thomas ·
4: Griet Prante ·
5: Kim Birke ·
7: Caroline Müller ·
9: Julia Wenzl ·
10:  Inger Smits ·
14:  Kelly Dulfer ·
15: Madita Kohorst ·
20: Jenny Behrend · 21: Angie Geschke · 22:  Stefanie Kaiser · 23: Cara Hartstock · 28:  Isabelle Jongenelen · 67:  Veronika Malá · Coach:  Leszek Krowicki

Resultaten: 5e plaats Bundesliga – 1/4 finale DHB-Pokal – Groepsfase EHF Cup
1: Julia Renner ·
2: Kira Schnack ·
3:  Annika Meyer ·
4: Griet Prante ·
5: Kim Birke ·
7: Caroline Müller ·
9: Julia Wenzl ·
10:  Inger Smits ·
11:  Nadja Lærke Jensen ·
12:  Louise Egestorp ·
14:  Kelly Dulfer · 15: Wiebke Kethorn · 16: Madita Kohorst · 17: Maike Schirmer · 20: Jenny Behrend · 21: Angie Geschke · 23: Cara Hartstock · Coach:  Leszek Krowicki

Resultaten: 5e plaats Bundesliga – 1/4 finale DHB-Pokal – 3e ronde EHF Beker voor Bekerwinnaars
1: Julia Renner ·
2: Kira Schnack ·
3:  Annika Meyer ·
4: Thalke Deters ·
5: Kim Birke ·
7: Caroline Müller ·
9: Julia Wenzl ·
10:  Silje Katrine Svendsen ·
11:  Kjersti Salberg ·
17: Maike Schirmer ·
20: Jenny Behrend · 20: Sabrina Neuendorf (vanaf 04/2015) · 21: Angie Geschke · 23: Cara Hartstock · 27: Alina Otto · 33:  Tess Wester · Coach:  Leszek Krowicki

Resultaten: 4e plaats Bundesliga – Finale DHB-Pokal
1: Julia Renner ·
2: Kira Schnack ·
3:  Annika Meyer ·
4: Thalke Bitter ·
5: Kim Birke ·
7: Maike Schirmer ·
9: Julia Wenzl ·
10:  Lois Abbingh ·
11:  Laura van der Heijden ·
13: Rabea Neßlage ·
15: Wiebke Kethorn · 16: Alexandra Meyer · 18: Anna Loerper · 27: Alina Otto · 33:  Tess Wester · Coach:  Leszek Krowicki

Resultaten: 5e plaats Bundesliga – 2e ronde DHB-Pokal
1: Julia Renner ·
4: Thalke Bitter ·
5: Kim Birke ·
6: Barbara Hetmanek ·
7: Maike Schirmer ·
9: Julia Wenzl ·
10:  Lois Abbingh ·
11:  Laura van der Heijden ·
13: Rabea Neßlage ·
15: Wiebke Kethorn ·
18: Sabrina Neuendorf · 21: Nadine Smit · 33:  Tess Wester · 88: Jennifer Winter · Coach:  Leszek Krowicki

Resultaten: 4e plaats Bundesliga – 1/4 finale DHB-Pokal
1: Julia Renner ·
3: Anna Badenhop ·
5: Kim Birke ·
6: Barbara Hetmanek ·
7: Maike Schirmer ·
9: Julia Wenzl ·
10:  Lois Abbingh ·
11:  Laura van der Heijden ·
15: Wiebke Kethorn ·
18: Sabrina Neuendorf ·
21: Angie Geschke · 23: Birthe Barger · 33:  Tess Wester · 88: Jennifer Winter · Coach:  Leszek Krowicki

Resultaten: 4e plaats Bundesliga – Winnaar DHB-Pokal
1: Julia Renner ·
3: Anna Badenhop ·
4:  Þórey Rósa Stefánsdóttir (vanaf 02/2011) ·
5: Kim Birke ·
6: Barbara Hetmanek ·
7: Maike Schirmer ·
9: Julia Wenzl ·
10:  Lois Abbingh ·
11:  Laura van der Heijden ·
12:  Tatiana Surkova ·
15: Wiebke Kethorn · 18: Sabrina Neuendorf · 20: Ulrike Stange · 21: Angie Geschke · 23: Birthe Barger · 25: Jacqueline Reinhold · 28:  Lýdia Jakubisová · Coach:  Leszek Krowicki

Resultaten: 5e plaats Bundesliga – 1/4 finale DHB-Pokal – 1/2 finale EHF Cup
1: Julia Renner ·
2: Ines Gümmer ·
3: Anna Badenhop ·
5: Kim Birke ·
6: Barbara Hetmanek ·
7: Maike Schirmer ·
9: Julia Wenzl ·
10: Monic Burde ·
12:  Tatiana Surkova ·
15: Wiebke Kethorn ·
18: Sabrina Neuendorf · 20: Ulrike Stange · 23: Birthe Barger · 25:  Anita Herr · 33:  Natalja Parchina · Coach:  Leszek Krowicki

Resultaten: 3e plaats Bundesliga – 1/4 finale DHB-Pokal – 1/2 finale EHF Cup Winners' Cup
1: Julia Renner ·
2: Ines Gümmer ·
3: Anna Badenhop ·
5: Kim Birke ·
6: Barbara Hetmanek ·
7: Maike Schirmer ·
9: Julia Wenzl ·
10: Birthe Barger ·
11:  Hæge Fagerhus ·
12:  Tatiana Surkova ·
13: Carolin Schmele · 15: Wiebke Kethorn · 18: Sabrina Neuendorf · 21: Angie Geschke · 23: Kathrin Scholl · 33:  Natalja Parchina · Coach:  Leszek Krowicki

Resultaten: 5e plaats Bundesliga – Winnaar DHB-Pokal – 1/8 finale EHF Cup
1: Julia Renner ·
2: Ines Gümmer ·
3: Anna Badenhop ·
5: Kim Birke ·
6: Carolin Schmele ·
7:  Dagmara Kowalska ·
9: Julia Wenzl ·
10: Barbara Hetmanek ·
11:  Hæge Fagerhus ·
12:  Tatiana Surkova ·
13:  Barbara Brecska · 14: Jacqueline Reinhold · 15: Wiebke Kethorn · 18: Sabrina Neuendorf · 23: Kathrin Scholl · 33:  Natalja Parchina · 55: Alexandra Temp · Coach:  Leszek Krowicki

Resultaten: 8e plaats Bundesliga – ? DHB-Pokal – Finale EHF Challenge Cup
1: Julia Renner ·
2: Olesija Heinowski ·
3: Anna Badenhop ·
5: Kim Birke ·
7:  Dagmara Kowalska ·
9:  Jana Oborilova ·
13:  Diane Lamein ·
15:  Magdalena Urdea ·
16: Heike Zornow ·
17:  Irina Pusic ·
18: Sarah Everding · 23: Kathrin Scholl · 33: Wiebke Kethorn · 55: Alexandra Temp · 78: Janice Fleischer · Coach:  Leszek Krowicki

Resultaten: 7e plaats Bundesliga – 1/8 finale DHB-Pokal
2: Olesija Heinowski ·
3:  Alena Vojtiskova ·
4: Marion Erfmann ·
5: Nina Hess ·
9:  Jana Oborilova ·
12: Stefanie Kreft ·
13:  Diane Lamein ·
15:  Magdalena Urdea ·
16: Julia Renner ·
16: Heike Zornow ·
18: Sarah Everding · 19:  Lucia Tobiasova · 23: Kathrin Scholl · 25: Kim Birke · 33: Wiebke Kethorn · 78: Janice Fleischer · Coach:  Leszek Krowicki

Resultaten: 7e plaats Bundesliga – 4e plaats DHB-Pokal